# Железный закон олигархии
Железный закон олигархии — принцип теории элит, впервые сформулированный Робертом Михельсом в 1911 году. Он состоит в том, что любая форма социальной организации, вне зависимости от её первоначальной демократичности либо автократичности, неизбежно вырождается во власть немногих избранных — олигархию.
Будучи социалистом, Михельс был озабочен тем, что либеральные и социалистические партии Европы, несмотря на лозунги о поддержке самого широкого участия масс в политической жизни, в действительности зависели от воли кучки «вождей» в той же степени, что и консервативные партии. Он пришёл к выводу, что стремление к олигархии заключено в самой природе социальной организации. «Говоря „организация“ — говорим „олигархия“», — писал Михельс.
Причинами существования этого закона Михельс считал объективную необходимость лидерства, стремление лидеров ставить во главу угла свои собственные интересы, доверие толпы к лидерам и общую пассивность масс.
Из железного закона олигархии следует, что демократическое управление невозможно в сколько-нибудь крупных сообществах индивидов. Чем больше организация — тем меньше в ней элементов демократии и больше элементов олигархии. По этой причине Михельс отошёл от социализма и стал поддерживать Муссолини, считая олигархическое управление не только не порочным, но даже благотворным для общества в целом.

## Этапы формирования олигархии по Роберту Михельсу
1. появление руководства;
2. появление профессионального руководства, вождей;
3. формирование бюрократии;
4. централизация власти;
5. переориентация целей с конечных на текущие;
6. усиление идеологического режима;
7. растущая разница между интересами и идейной позицией вождей и общества;
8. снижение роли членов общества (партии) в принятии решений;
9. кооптация лидеров партийной оппозиции в ряды олигархии существующего руководства;
10. ориентация партии на поддержку всех избирателей.

## Аналогичные принципы
Железный закон меритократии (Кристофер Хейз)Неравенство, рождённое меритократической системой, приводит к тому, что меритократические «лифты» отказывают.
Железный закон бюрократии (Джерри Пурнель)В любой бюрократической системе те, кто работает на благо само́й бюрократии, всегда захватывают власть. Те, кто выполняет задачи, ради которых бюрократия и существует, делают всё меньше и меньше работы, а иногда и исчезают полностью.
Например, в образовании есть учителя, которые работают и жертвуют собой, обучая детей, и есть члены профсоюза, которые работают, чтобы защитить права всех учителей, даже самых бездарных. Железный закон заявляет: люди второго типа всегда захватят в организации власть, и всегда будут писать правила, по которым организация работает.Джерри Пурнель
Порочный круг экстрактивных институтов
Дарон Аджемоглу и Джеймс Робинсон в книге «Почему одни страны богатые, а другие бедные» рассматривают «железный закон олигархии» как наиболее тяжелую форму порочного круга, при котором экстрактивные институты укрепляются и усиливаются с течением времени. Это явление наиболее характерно для Чёрной Африки, где даже при смене правящих элит экстрактивные институты не только не упраздняются и не ослабляются, но даже больше усиливаются. В этом, по мнению авторов, и заключается причина бедности стран Чёрной Африки.
Прочее
Как замечал Рональд Сайм: «Во все века, независимо от формы и названия правительства, будь то монархия, республика или демократия, за фасадом скрывается олигархия».
Как излагает Евгений Николаевич Панов: Френк Марлоу, профессор антропологии Гарвардского университета, проанализировав все материалы по охотникам-собирателям, доступные к началу века, пришел к не тривиальному выводу. Оказалось, что плотность человеческих популяций действительно растет с увеличением доступной емкости экосреды местообитаний, но лишь до определенного предела. Как выяснилось, средний показатель численности локальных человеческих групп не коррелирует с показателями емкости экосреды. А остается на редкость постоянным при всем разнообразии ландшафтов, эксплуатируемых охотниками-собирателями и всюду оценивается примерно в 30 человек. И как только, пишет Марлоу, эта норма превзойдена, в группе начинаются трения, в силу чего проявляется тенденция ее расщепления на более мелкие коллективы.
Другие исследования также подтвердили зависимость иерархизации общества от роста плотности населения:39.